# 加尔瓦罗斯
加尔瓦罗斯，是西班牙卡斯蒂利亚-莱昂布尔戈斯省的一个市镇。总面积32平方公里，总人口33人（2001年），人口密度1人/平方公里。